# Teatr Provisorium
Teatr Provisorium – teatr alternatywny założony w 1971, wywodzący się z nurtu teatru studenckiego w Polsce.

## Historia

### Lata 1971–1975
Teatr został założony przez studentów polonistyki Uniwersytetu Marii Curie-Skłodowskiej w Lublinie: Stefana Aleksandrowicza, Mirosława Grudnia, Wiesława Kaczkowskiego i Jana Twardowskiego w Akademickim Centrum Kultury „Chatka Żaka” pod koniec 1971. Teatr zadebiutował 1 marca 1972 spektaklem „Czekanie” na podstawie Czekając na Godota Samuela Becketta. Kolejna realizacja zespołu to przedstawienie „Najważniejsze części człowieka: głowa, zęby...” (premiera 11 marca 1974). W latach 1972–1973 zespół organizował wieczory autorskie podczas których prezentowano wybrane teksty między innymi Andrzeja Bursy, Zbigniewa Herberta, Stanisława Grochowiaka, Tadeusza Nowaka, Ewy Lipskiej czy Stanisława Barańczaka. W tym okresie przygotowano także widowiska: „Herody” (widowisko uliczne w noc sylwestrową 1972/73), rewiowo-estradowy spektakl „Provisorium-show” (1975), komedię kostiumową „Nowy Don Kichot” na podstawie utworu Aleksandra Fredry oraz widowisko poetycko-muzyczne „Dopóki ziemia kręci się” na podstawie utworów Bułata Okudżawy (1976). W 1975 po raz pierwszy w spektaklu „Provisorium-show” wziął udział Jacek Brzeziński jako aktor oraz Sławomir Skop, późniejszy aktor, w roli muzyka, którzy dołączyli do istniejącej grupy w składzie: Ewa Antos, Anna Dziurkowska-Domaszewicz, Ewa Leziak, Jerzy Leziak, Janusz Seledec, Anna Żelazna-Kaczkowska, Wiesław Kaczkowski, Mirosław Grudzień, Jan Twardowski i Stefan Aleksandrowicz. Przez krótki okres za obsługę techniczną odpowiedzialny był Zbigniew Bagiński.

### Lata 1975–1995
W drugiej połowie 1975 do Teatru dołączyli m.in. Bogusław Janczyk, Janusz Opryński i Krzysztof Hariasz oraz odpowiedzialny za obsługę techniczną Piotr Miszczuk. W tym okresie Teatr sięgał między innymi po twórczość Czesława Miłosza, Marka Hłaski, Gustawa Herlinga-Grudzińskiego, Fiodora Dostojewskiego, Rainera Marii Rilkego i Wienedikta Jerofiejewa. Pierwszy spektakl wyreżyserowany przez Opryńskiego – „W połowie drogi” (premiera – marzec 1976) był oparty na Ferdydurke Witolda Gombrowicza. Była to prawdopodobnie pierwsza adaptacja sceniczna tego tekstu w Polsce. Spektakl „Nasza niedziela” (premiera – styczeń 1978) został zablokowany przez cenzurę. Biorąc pod uwagę fakt, że będzie on musiał być prezentowany poza oficjalnym obiegiem, członkowie zespołu musieli podjąć decyzję o swoim udziale w przedstawieniu i dalszej pracy w Provisorium. W zespole pozostali: Jacek Brzeziński, Krzysztof Hariasz, Sławomir Skop i Janusz Opryński, dołączyli Majka Czarniecka, Beata Irena Michałkiewicz (grające na zmianę), Andrzej Mathiasz oraz Wiesław Ruchlicki, który był odpowiedzialny za stronę techniczną spektakli. Począwszy od spektaklu „Nasza niedziela”, ze względu na zawarte treści, cenzura często ingerowała w scenariusze spektakli. Dotyczyło to spektakli „Nie nam lecieć na wyspy szczęśliwe”, „Dziedzictwo” oraz całkowicie zakazanego „Wspomnienia z domu umarłych”.
Na przełomie roku 1978/79 Teatr rozpoczął pracę nad przedstawieniem „Nie nam lecieć na wyspy szczęśliwe”, który miał premierę we wrześniu 1979. Następnie powstało przedstawienie „Pusta estrada” (premiera – maj 1981), jednak po wprowadzeniu stanu wojennego i aresztowaniu większości członków zespołu Teatr zmuszony został do zawieszenia działalności. W 1982 roku zaprezentowano w drugiej wersji „Nie nam lecieć na wyspy szczęśliwe”, wzbogacone o sceny powstałe na podstawie więziennych doświadczeń aktorów. Kolejny rok przyniósł adaptację sceniczną Innego Świata Gustawa Herlinga-Grudzińskiego – spektakl „Wspomnienia z domu umarłych” (nieoficjalna premiera – czerwiec 1983). Spektakl był grany bez zezwolenia cenzury do końca 1988 roku, a w grudniu tego roku miała miejsce oficjalna premiera.
Od 1 stycznia 1984 Teatr Provisorium, wraz z teatrami Grupa Chwilowa i Scena 6 został usunięty z „Chatki Żaka”. Zespoły uformowały Lubelskie Stowarzyszenie Teatralne, które działało przy Lubelskim Domu Kultury. Od stycznia 1987 ponownie zmieniła się siedziba Teatru: z Lubelskiego Domu Kultury Provisorium przeszło pod patronat nowo powstałego Lubelskiego Studia Teatralnego, które miało siedzibę w Bramie Grodzkiej.
W 1984 w czasie Międzynarodowego Festiwalu Teatrów Ulicznych w Jeleniej Górze zespół przygotował spektakl plenerowy „Pieśni przeklęte” (premiera – sierpień 1984). W 1985 roku powstał inspirowany opowiadaniem J.J. Szczepańskiego Koniec Legendy spektakl „Dziedzictwo” (premiera – grudzień 1985). Na początku 1987, w miejsce Sławomira Skopa, do zespołu dołączył Jan Maria Kłoczowski. W roku 1990 powstał spektakl „Ogrody” (premiera – czerwiec 1990), realizacja zespołowa oparta głównie na tekstach autorskich, z cytatami z Dziadów Mickiewicza i Biesów Dostojewskiego.
Od stycznia 1991 nową siedzibą Teatru Provisorium stało się Centrum Kultury w Lublinie powstałe z połączenia Lubelskiego Studia Teatralnego i Lubelskiego Domu Kultury. W 1991 roku w Moguncji Provisorium – wraz z Teatrem Ósmego Dnia – zaprezentowało widowisko plenerowe „Wschód”. W tym samym roku do zespołu dołączył Jan Piotr Szamryk, odpowiedzialny za stronę techniczną spektakli, a z zespołu odszedł Andrzej Mathiasz. W 1991 rozpoczęły się prace nad kolejnym spektaklem Teatru „Z nieba, przez świat, do samych piekieł”, którego premiera odbyła się w maju 1992. Za ten spektakl Teatr otrzymał po raz pierwszy nagrodę Fringe First na Międzynarodowym Festiwalu Teatralnym w Edynburgu. Rok później w Edynburgu zaprezentowano spektakl „Współczucie”, formalną i ideową kontynuację spektaklu „Z nieba, przez świat, do samych piekieł” (premiera w Polsce odbyła się w październiku 1993). Od premiery „Współczucia” do końca 1995 roku Jana Marię Kłoczowskiego zastąpił ponownie Sławomir Skop.

### Lata 1996–2009 – współpraca z Kompanią „Teatr”
Od roku 1996, wraz z nawiązaniem współpracy z Kompanią „Teatr” w składzie: Witold Mazurkiewicz, Jarosław Tomica i Michał Zgiet, rozpoczyna nowy okres w historii Teatru. Pierwszym zrealizowanym wspólnie spektaklem był „Koniec wieku” (premiera – luty 1997), próba przeniesienia na scenę Dżumy Alberta Camus. Kolejnym spektaklem była „Ferdydurke” Witolda Gombrowicza (premiera – 15.10.1998 w ramach Międzynarodowego Festiwalu „Konfrontacje Teatralne”), wyreżyserowana wspólnie przez Opryńskiego i Witolda Mazurkiewicza. Twórcy otrzymali za „Ferdydurke” dwadzieścia nagród na międzynarodowych festiwalach i przeglądach teatralnych. Spektakl był prezentowany m.in. w Anglii, Austrii, Egipcie, Francji, Japonii, Rumunii, Rosji, Włoszech, na Białorusi i Litwie. W niecałe dwa lata po premierze przy współpracy z prof. Allenem J. Kuharskim przygotowano anglojęzyczną wersję przedstawienia (premiera – 26 lutego 2000), którą zagrano ponad siedemdziesiąt razy. Z przedstawieniem tym Teatry odbyły czterokrotne tournée po USA (w 1999, 2000, 2001 i 2004), w czasie których „Ferdydurkę” prezentowano m.in. w teatrze „La MaMa” Ellen Stewart, Raw Space na Off-off Broadwayu, czy Odyssey Theater w Los Angeles. Spektakl doczekał się także wersji telewizyjnej w adaptacji Mariusza Malca (premiera – 06.01.2009).
W 2001 roku odbyła się premiera „Scen z życia Mitteleuropy” według autorskiego scenariusza opartego na motywach Niepokojów wychowanka Tőrlessa Roberta Musila. Kolejnym spektaklem obu Teatrów było „Do piachu” według Tadeusza Różewicza (premiera – 14 lutego 2003). Inscenizacja była trzecim przeniesieniem na scenę tego dramatu w ciągu dwudziestu pięciu lat. Specjalnie dla zespołów Provisorium i Kompanii „Teatr” autor zniósł zapis autorski na swój dramat, jaki wprowadził po realizacji Kazimierza Kutza w Teatrze Telewizji. Podobnie jak „Ferdydurke”, artyści przygotowali anglojęzyczną wersję przedstawienia pod tytułem „Bite the Dust”, zaprezentowaną na Fringe Festival w Edynburgu w 2008. Jesienią 2004 roku odbyła się premiera spektaklu „Trans-Atlantyk” (premiera – 06.10.2004 w ramach Roku Gombrowiczowskiego, na IX Międzynarodowym Festiwalu „Konfrontacje Teatralne”). Ostatni spektakl przygotowany wspólnie przez oba zespoły to oparty na powieści Krystiana Piwowarskiego „Homo Polonicus” (premiera – 08 marca 2008).

### Lata 2010 – współcześnie
W czerwcu 2011 miała miejsce premiera spektaklu „Bracia Karamazow”, zrealizowana ponownie samodzielnie przez Teatr Provisorium. Spektakl w reżyserii Janusza Opryńskiego powstał w oparciu o nowy przekład przygotowany specjalnie dla Teatru przez Cezarego Wodzińskiego. Spektakl był prezentowany na najważniejszych festiwalach teatralnych w Polsce, m.in. Boska Komedia w Krakowie, Festiwal Kontrapunkt w Szczecinie oraz Festiwal Dialog we Wrocławiu, a także poza granicami kraju, w tym w Moskwie, Kijowie, Mińsku, Sibiu i Tbilisi. Został uznany w Polsce za jedno z najważniejszych wydarzeń teatralnych w sezonie 2010/2011, zdobywając szereg nagród.
W czerwcu 2012 Teatr przygotował realizację telewizyjną spektaklu „Bracia Karamazow” dla TVP Kultura. Za zdjęcia do produkcji odpowiedzialny był Zbigniew Wichłacz (PSC). Premiera odbyła się w listopadzie 2012 na antenie TVP Kultura. We wrześniu 2013 odbyła się kolejna premiera Teatru – „Lód” – opartego na powieści Jacka Dukaja, w reżyserii Janusza Opryńskiego. Spektakl był pierwszą inscenizacją tego tekstu. 
W lutym 2016 premierę miał spektakl „Punkt Zero: Łaskawe” w reżyserii Janusza Opryńskiego. Scenariusz spektaklu powstał na podstawie fragmentów powieści Jonathana Littella Łaskawe oraz nielicznych cytatów z dwóch powieści Wasilija Grossmana Życie i los i Wszystko płynie.

## Spektakle
- Czekanie („Czekając na Godota”) według sztuki Samuela Becketta (1972);
- Najważniejsze części człowieka – głowa, zęby (1974)
- Provisorium-show(1975);
- Nowy Don Kichot (1975);
- Dopóki ziemia kręci się (1976);
- W połowie drogi w oparciu o Ferdydurke Witolda Gombrowicza (1976);
- Nasza niedziela (1978);
- Nie nam lecieć na wyspy szczęśliwe (1979);
- Pusta estrada (1981);
- Wspomnienia z domu umarłych (1983) w oparciu o wspomnienia Gustawa Herlinga-Grudzińskiego Inny świat;
- Pieśni przeklęte (1984);
- Dziedzictwo (1985);
- Ogrody (1990);
- Z nieba przez świat do samych piekieł (1992);
- Współczucie (1993).
- Koniec wieku według Dżumy Camusa (1997);
- Ferdydurke (1998);
- Sceny z życia Mitteleuropy na podstawie Niepokojów wychowanka Törlessa Roberta Musila (2001);
- Do piachu według Tadeusza Różewicza (2003);
- Trans-atlantyk w oparciu o powieść Witolda Gombrowicza (2004);
- Homo Polonicus Krystiana Piwowarskiego (2008);
- Bracia Karamazow w oparciu o powieść F. Dostojewskiego (2011);
- Lód: w oparciu o powieść J. Dukaja (2013);
- Punkt Zero: Łaskawe w oparciu o powieść Jonathana Littella Łaskawe (2016);

## Nagrody
- 1992 – Z nieba przez świat do samych piekieł nagrodzone na festiwalu w Edynburgu (Fringe First);
- 1999 – Ferdydurke zdobywa Grand Prix na XXIV Opolskich Konfrontacjach Teatralnych „Klasyka Polska” w Opolu;
- 1999 – nagroda za Ferdydurke na XXXIV Ogólnopolskim Przeglądzie Teatrów Małych Form „Kontrapunkt” w Szczecinie;
- 1999 – twórcy Ferdydurke otrzymują nagrodę zespołowa za zbiorową kreację w spektaklu na 39. Kaliskich Spotkaniach Teatralnych – Festiwalu Sztuki Aktorskiej;
- 2000 – Grand Prix, nagroda reżyserska dla Witolda Mazurkiewicza i Janusza Opryńskiego oraz nagroda aktorska dla Witolda Mazurkiewicza dla spektaklu Ferdydurke na Festiwalu Małych Form Teatralnych „Svibnja” w Rijece;
- 2001 – twórcy spektaklu Ferdydurke otrzymują Nagrodę za Zbiorową Kreację Aktorską podczas XLI Międzynarodowego Festiwalu Filmowego i Teatralnego „MESS” w Sarajewie;
- 2001 – Teatr po raz drugi w swej historii otrzymuj nagrodę Fringe First na Festiwalu w Edynburgu, tym razem za spektakl Ferdydurke;
- 2002 – Nagroda im. Stanisława Ignacego Witkiewicza, przyznana przez Sekcję Krytyków Teatralnych Polskiego Ośrodka Międzynarodowego Instytutu Teatralnego z okazji Międzynarodowego Dnia Teatru[1].
- 2004 – Do piachu wygrywa główną Nagrodę Ministra Kultury na XXXIX Ogólnopolskim Przeglądzie Teatrów Małych Form „Kontrapunkt” w Szczecinie;
- 2004 – za spektakl Do piachu Teatr zdobywa trzy laury (za najlepsze przedstawienie, dla aktorów i za reżyserię) w organizowanym przez Ministerstwo Kultury i Dziedzictwa Narodowego X Ogólnopolskim Konkursie na Wystawienie Polskiej Sztuki Współczesnej;;
- 2005 – Witold Mazurkiewicz otrzymuje wyróżnienie za rolę Walusia w spektaklu Do piachu na 44. Kaliskich Spotkaniach Teatralnych – Festiwalu Sztuki Aktorskiej;
- 2010 – nagroda Ministra Kultury dla Janusza Opryńskiego, Witolda Mazurkiewicza, Jacka Brzezińskiego, Jarosława Tomicy i Michała Zgieta za niecodzienne zasługi dla polskiej kultury i z okazji 15 lat pracy Teatru Provisorium i Kompanii „Teatr” oraz 500. pokazu spektaklu Ferdydurke[2].
- 2010 – nagroda za reżyserię w kategorii twórcza realizacja TV dla autora wersji telewizyjnej ekranizacji spektaklu „Ferdydurke” Teatru Provisorium i Kompanii „Teatr”, Mariusza Malca na X Festiwalu Teatru Polskiego Radia i Telewizji Polskiej „Dwa Teatry– Sopot 2010”;
- 2011 – Janusz Opryński otrzymał nagrodę im. Konrada Swinarskiego, przyznawaną przez miesięcznik „Teatr” za sezon 2010/2011 w kategorii Teatr;
- 2011 – w ankiecie podsumowującej sezon 2010/2011, w której oceny przyznają krytycy związani z miesięcznikiem „Teatr” spektakl ‘Bracia Karamazow’ był wskazany w kategorii „Najlepsze przedstawienie” (3 głosy); najlepsza adaptacja teatralna (3 głosy); najlepsza reżyseria – dla Janusza Opryńskiego (3 głosy); najlepsza rola męska: Adam Woronowicz (4 głosy) oraz Łukasz Lewandowski (1 głos); najlepsza rola epizodyczna – Jacek Brzeziński (1 głos);
- 2011 – Łukasz Lewandowski otrzymał nagroda za najlepszą rolę męską 4. Międzynarodowego Festiwalu Teatralnego Boska Komedia w Krakowie za rolę Iwana w spektaklu „Bracia Karamazow”;
- 2012 – spektakl „Bracia Karamazow” został uznany Wydarzeniem Kulturalnym Roku 2011 – nagrody przyznawanej przez kapitułę powołaną przez Gazetę Wyborczą Lublin;
- 2012 – Janusz Opryński został laureatem Gwarancji Kultury 2012 – nagród przyznawanych przez TVP Kultura – w kategorii Teatr;
- 2013 – Łukasz Lewandowski otrzymał nagrodę za rolę męską (ex aequo z Bogusławem Lindą) w kategorii spektakli Teatru TV XIII Festiwalu Teatru Polskiego Radia i Teatru Telewizji Polskiej „DWA TEATRY – Sopot 2013” za rolę Iwana w spektaklu „Bracia Karamazow” w reżyserii Janusza Opryńskiego i rolę Drugi mężczyzna w spektaklu „Iluzje” w reżyserii Agnieszki Glińskiej;
- 2013 – Zbigniew Wichłacz otrzymał nagrodę za twórczą realizację telewizyjną spektaklu teatralnego  za spektakle: „Bracia Karamazow” w reżyserii Janusza Opryńskiego i „Tango” w reżyserii Jerzego Jarockiego;
- 2013 – Jerzy Rudzki, Robert Kuśmirowski i Marta Góźdź (pseudonim El Bruzda) – twórcy scenografii  i kostiumów do spektaklu „Bracia Karamazow” zdobyli nagrodę główną Rzeszowskich Spotkań Teatralnych VizuArt Festiwalu Scenografów i Kostiumografów 2013;
- 2016 – Janusz Opryński został uhonorowany Złotym Medalem „Zasłużony Kulturze – Gloria Artis” z okazji 40. lecia swojej pracy artystycznej. Opryński otrzymał także Nagrodę Okolicznościową przyznaną przez Prezydenta Miasta Lublin Krzysztofa Żuka.